# لی سانگ-مین (بازیکن بسکتبال)
لی سانگ-مین (انگلیسی: Lee Sang-min؛ زادهٔ ۱۱ نوامبر ۱۹۷۲) بازیکن سابق و مربی بسکتبال اهل کره جنوبی است.
وی در مسابقات کشوری و بین‌المللی در مجموع برندهٔ ۲ مدال طلا، ۴ مدال نقره شده‌است.